# Ron DeSantis
Ron DeSantis, właśc. Ronald Dion DeSantis (ur. 14 września 1978 w Jacksonville) – amerykański polityk, prawnik i wojskowy pochodzenia włoskiego, w latach 2013–2018 członek Izby Reprezentantów Stanów Zjednoczonych, od 2019 roku gubernator Florydy.

## Życiorys

### Dzieciństwo i młodość
Ronald Dion DeSantis urodził się 14 września 1978 w Jacksonville jako syn pielęgniarki i pracownika fizycznego. Z pochodzenia jest Włochem – wszyscy jego pradziadkowie urodzili się we Włoszech. Jego siostra Christian Marie DeSantis pracowała dla KPMG i zmarła nagle w 2015. Pochodzi z katolickiej rodziny, dwie jego ciotki ze strony matki są zakonnicami, natomiast wujek jest księdzem.
Najpierw wychowywał się w Orlando i wieku 6 lat wraz z rodzicami przeprowadził się do Dunedin, gdzie grał w dziecięcej drużynie baseballowej i ukończył liceum.

### Wykształcenie i kariera wojskowa
Po ukończeniu liceum, w latach 1997–2001 studiował historię na Uniwersytecie Yale, który ukończył tytułem B.A magna cum laude. W Yale był kapitanem drużyny baseballowej i utrzymywał się z prac dorywczych, m.in. pracując jako asystent elektryka, trener baseballa i pomocnik przy przeprowadzkach. Następnie przez rok pracował jako nauczyciel historii w liceum w Rome (Georgia). W 2002 rozpoczął studia prawnicze na Harvard Law School. W 2004 wstąpił do rezerwy Marynarki Wojennej Stanów Zjednoczonych, skąd ze względu na swoje wykształcenie prawnicze został przydzielony do Judge Advocate General’s Corps. W 2005 ukończył studia na Harvardzie tytułem Juris Doctor i szkołę przygotowawczą sędziów Marynarki Wojennej Naval Justice School.
Od końca 2005 roku był zatrudniony w Naval Station Mayport w Dunedin, gdzie w 2006 roku został awansowany na porucznika. Pracował dla dowódcy Joint Task Force Guantanamo i miał kontakt z więźniami w areszcie w więzieniu Guantanamo. W sierpniu 2007 roku został przydzielony do United States Navy SEALs i wysłany do Iraku jako doradca prawny dowódcy SEAL w Al-Falludży. W kwietniu 2008 roku wrócił do Stanów Zjednoczonych, gdzie został odznaczony Brązową Gwiazdą, Medalem Kampanii Irackiej, oraz Medalem Globalnej Wojny z Terroryzmem.

## Kariera polityczna

### Kongresmen
W listopadzie 2012 roku DeSantis zwyciężył w wyborach do Izby Reprezentantów Stanów Zjednoczonych. W 2014 uzyskał reelekcję. Początkowo nie planował kandydatury w 2016 i chciał kandydować o miejsce w Senacie Stanów Zjednoczonych, gdzie miał przejąć miejsce Marco Rubio. Rubio jednak po przegranej z Donaldem Trumpem w prawyborach prezydenckich zdecydował się na start w wyborach do Senatu, po czym DeSantis pozostał w Izbie Reprezentantów na kolejną kadencję.
W Kongresie DeSantis, wraz z innymi kongresmenami zaliczanymi do konserwatywnego skrzydła Partii Republikańskiej był współtwórcą Freedom Caucus. Jest to frakcja, która z zasady sprzeciwia się wszelkim reformom inicjowanym przez Partię Demokratyczną.
Kadencja DeSantisa planowo miała trwać do 3 stycznia 2019 roku, opuścił jednak Kongres 10 września 2018 roku, by skupić się na kampanii gubernatorskiej. Jego następcą w Izbie Reprezentantów został Michael Waltz.

### Gubernator Florydy
Po uzyskaniu poparcia Donalda Trumpa, w styczniu 2018 ogłosił start w prawyborach Partii Republikańskiej na stanowisko gubernatora Florydy. W sierpniu 2018 DeSantis wygrał prawybory Partii Republikańskiej, zaś w listopadzie 2018 zwyciężył w wyborach na gubernatora Florydy, pokonując Andrew Gilluma stosunkiem głosów 49,6% do 49,2%. Uzyskał duże poparcie przede wszystkim w mniejszych miastach, na wsiach i na południu Florydy, zaś mniejsze w dużych miastach i na północy Stanu.
W 2022 uzyskał reelekcję, pokonując byłego gubernatora Charliego Christa. Uzyskał 59,4% głosów, co jest najlepszym wynikiem w wyborach na gubernatora w tym stanie od 1982.

### Wybory prezydenckie w 2024
DeSantis od połowy 2021 zaczął być wymieniany jako potencjalny kandydat Partii Republikańskiej w wyborach prezydenckich w Stanach Zjednoczonych w 2024. We wrześniu 2021 nazwał spekulacje dotyczące jego startu w wyborach „całkowicie zmyślonymi”.
W lutym 2022 wydał autobiografię pod tytułem: The Courage To Be Free, co według większości komentatorów jest częścią przygotowań do startu w wyborach prezydenckich.
W części sondaży plasuje się za Donaldem Trumpem w prawywborach Partii Republikańskiej, jednak pokonuje Trumpa w sondażach dotyczących głównych wyborów.
W kwietniu 2023 na pytanie o start wyborach odpowiedział: „Nie jestem kandydatem, ale zobaczymy, czy i kiedy to się zmieni”.
24 maja 2023 za pośrednictwem serwisu Twitter ogłosił start w wyborach prezydenckich. 21 stycznia 2024 DeSantis wycofał swoją kandydaturę, popierając swojego głównego przeciwnika Donalda Trumpa.

## Poglądy polityczne

### Pandemia COVID-19
W trakcie pandemii COVID-19 po kilkutygodniowym lockdownie doprowadził do zniesienia większości obostrzeń, m.in. dotyczących zamknięcia restauracji i organizacji dużych imprez sportowych, a także obowiązek noszenia maseczek. Jednocześnie podpisał ustawę zakazującą władzom lokalnym nakładania obostrzeń lokalnych i sprzeciwił się nauczaniu zdalnemu w szkołach. Zachęcał ludzi do szczepień i osobiście się zaszczepił, jest jednak przeciwnikiem obowiązku szczepień.
We wrześniu 2021 mianował podobnie myślącego Josepha Ladapo, który zasłynął ze sprzeciwiania się wymaganiom dotyczącym szczepionek przeciwko COVID-19 i masek, oraz kwestionowania ich bezpieczeństwa, na stanowisko chirurga generalnego Florydy.

### Edukacja
10 czerwca Rada Edukacji Florydy na wniosek DeSantisa zakazała nauczania we florydzkich szkołach critical race theory.
W czerwcu 2021 podpisał ustawę ograniczającą współpracę uczelni wyższych na Florydzie z uczelniami w Chinach, by zapobiec szpiegostwu gospodarczemu.
W grudniu 2021 roku zaproponował ustawę Stop the Wrongs to Our Kids and Employees, którą podpisał w kwietniu kolejnego roku. Ustawa zakazywała szkolenia w miejscach pracy i nauczania w szkołach hipotezy, według której jednostki są „z natury rasistowskie, seksistowskie lub opresyjne, świadomie lub nieświadomie”, „ludzie są uprzywilejowani lub uciskani ze względu na rasę, płeć lub pochodzenie narodowe”, a jednostka „ponosi osobistą odpowiedzialność i musi czuć się winna, doznawać udręczenia lub innych form cierpienia psychicznego” z powodu działań popełnionych w przeszłości przez członków tej samej rasy, płci lub pochodzenia narodowego.
W lutym 2022 roku podpisał ustawę Florida Parental Rights in Education Act, zabraniającą dyskusji nauczycieli o orientacji seksualnej i tożsamości płciowej z uczniami przedszkoli i szkół podstawowych (do trzeciej klasy), a także z uczniami wyższych klas, jeżeli takie rozmowy są niedostosowane do wieku. W kwietniu 2023 ustawa została rozszerzona na wszystkie klasy aż do ukończenia liceum (z wyjątkiem nauczania o antykoncepcji).
W marcu 2022 roku podpisał ustawę obligującą uczniów szkół ponadpodstawowych do ukończenia kursu finansowego od roku szkolnego 2023/2024.
9 maja 2022 podpisał ustawę nakazującą szkołom obchodzenie w rocznice rewolucji październikowej (7 listopada każdego roku) Dzień Ofiar Komunizmu, poświęcając 45 minut na nauczanie o komunizmie i o cierpieniach ludzi pod rządami Mao Zedonga, Che Guevary, Fidela Castro, Józefa Stalina i Włodzimierza Lenina

### Aborcja
Ron DeSantis jest przeciwnikiem aborcji i przekazywania publicznych pieniędzy proaborcyjnej organizacji Planned Parenthood. Wielokrotnie głosował za ustawami ograniczającymi aborcję.
W kwietniu 2022 roku podpisał ustawę zabraniającą przeprowadzania aborcji po 15. tygodniu ciąży (z pewnymi wyjątkami), w sierpniu 2022 roku zawiesił prokuratora stanowego hrabstwa Hillsborough Andrew Warrena z powodu nieegzekwowania przez niego tej ustawy. W reakcji na decyzję Sądu Najwyższego Stanów Zjednoczonych w sprawie Dobbs v. Jackson Women’s Health Organization, zmieniającej orzeczenie z 1973 roku w sprawie Roe v. Wade powiedział, że „modlitwy milionów zostały wysłuchane”. 14 kwietnia 2022 podpisał ustawę zakazującą aborcji po 15 tygodniu ciąży”.

### Druga poprawka i prawo do posiadania broni
DeSantis jest zwolennikiem drugiej poprawki do Konstytucji Stanów Zjednoczonych i przeciwnikiem ograniczania prawa do posiadania broni. National Rifle Association of America, największa organizacja w Stanach Zjednoczonych działająca na rzecz prawa do posiadania broni przyznała mu możliwie najwyższy do uzyskania rating A+. W odpowiedzi na strzelaninę w Douglas High School w Parkland DeSantis wyraził swoje poparcie dla zatrudniania emerytowanych pracowników organów ścigania i weteranów jako uzbrojonych strażników szkół.

### Prawa osób LGBT
W czerwcu 2021 roku podpisał ustawę Fairness in Women’s Sports Act, pozwalającą tylko osobom, posiadającym płeć żeńską w akcie urodzenia na branie udziału w kobiecych zawodach sportowych, uniemożliwiając tym samym branie udziału we wspomnianych zawodach przez transkobiety.

### Polityka zagraniczna
Głosował za przeniesieniem ambasady USA z Tel Awiwu do Jerozolimy. Skrytykował rosyjską inwazję na Ukrainę i poparł ostre sankcje wobec Rosji. W marcu 2023 roku określił konflikt mianem „sporu terytorialnego” i stwierdził, że obrona Ukrainy nie jest żywotnym interesem narodowym USA. Po fali krytyki skorygował swoje stanowisko, mówiąc, że komentarze te odnosiły się wyłącznie do terytorium Donbasu. Jest zwolennikiem ostrego kursu w stosunkach z Chinami, szczególnie w sprawach technologii i wzywał rząd federalny do delegalizacji produktów firmy Huawei.

### Kara śmierci
DeSantis jest zwolennikiem kary śmierci. Po tym, jak większość ławy przysięgłych opowiedziała się za zastosowaniem kary śmierci wobec mordercy 17 osób w ramach masakry w szkole w Parkland, ale nadal nie otrzymał on wyroku śmierci, ponieważ nie wszyscy przysięgli (3 z 12) byli za wymierzeniem kary śmierci, DeSantis podpisał w kwietniu 2023 roku ustawę, która pozwala ławie przysięgłych rekomendować karę śmierci, nawet jeśli sprzeciwia się jej mniejszość mniejsza niż pięciu przysięgłych. Do 21 marca 2025 roku doprowadził do przeprowadzenia 11 egzekucji skazanych na karę śmierci morderców.

## Kontrowersje
W trakcie kampanii gubernatorskiej w 2018 został oskarżony o rasizm za wypowiedź na temat jego ciemnoskórego kontrkandydata, Andrew Gilluma, w której użył frazeologizmu „monkey things up” (zniszczyć porządek).
Gdy po referendum w 2018 byli więźniowie, stanowiący ok. 5% populacji Florydy, odzyskali na Florydzie prawo do głosowania, DeSantis podpisał ustawę utrzymującą zakaz głosowania w przypadku braku spłaty wszystkich długów związanych z karą. Partia Demokratyczna krytykowała tę ustawę jako zagrywkę polityczną, ponieważ większość więźniów to afroamerykanie, głosujący w 80% na Demokratów i zaskarżyła ją przed Florida Supreme Court, który utrzymał ustawę.
W trakcie pandemii COVID-19 publicznie spierał się z doradcą prezydenta do spraw medycznych, Anthonym Faucim, nazywając zalecany przez Fauciego lockdown atakiem na wolność obywateli. Mówił o Faucim, że „ktoś powinien wziąć tego małego elfa i wrzucić do rzeki”, co było krytykowane jako nawoływanie do agresji.
Gdy Walt Disney Company publicznie skrytykowała i wezwała do uchylenia ustawy Florida Parental Rights in Education Act, DeSantis podpisał ustawę znoszącą specjalny niezależny obszar firmy i zastępującą jej radę nadzorczą. Zagroził również budową nowego więzienia państwowego w pobliżu kompleksu Disney World, co spotkało się z krytyką, ponieważ Disney jest największym pracodawcą stanu. W kwietniu 2023 roku Disney złożył pozew przeciwko DeSantisowi, oskarżając go o wykorzystywanie władzy politycznej do celów „odwetu rządu”. Podobny pozew złożył klub baseballowy Tampa Bay Rays, któremu DeSantis w reakcji na żądania zaostrzenia dostępu do broni wstrzymał finansowanie nowego środka treningowego.
W trakcie kampanii we wrześniu 2022 roku DeSantis bez wcześniejszej zapowiedzi zlecił przelot kilkudziesięciu nielegalnych imigrantów na Martha’s Vineyard (wyspa wypoczynkowa, z której korzystają prominentni politycy Demokratów) w rządzonym przez Demokratów stanie Massachusetts. Biuro DeSantisa opisało akcję jako część „programu przesiedleniowego” „w celu przetransportowania nielegalnych imigrantów do sanktuarium” i twierdziło, że stany takie jak Massachusetts wspierają politykę otwartych granic i zachęcają do nielegalnej migracji, więc powinny przejąć na siebie przyjmowanie imigrantów. Po tym jak akcja zapewniła mu rozgłos medialny i zwiększyła jego wyniki sondażowe przed wyborami gubernatorskimi o kilka procent, stwierdził, że „trafił w dziesiątkę”.

## Życie prywatne
Od 2009 DeSantis jest żonaty z byłą prezenterką telewizyjną Casey DeSantis, którą poślubił na terenie Disney World. Ma trójkę dzieci.